# Römisches Brandgräberfeld Brimingen
Koordinaten: 49° 58′ 44″ N, 6° 21′ 9″ O
Das Römische Brandgräberfeld Brimingen ist ein römisches Grabfeld in der Ortsgemeinde Brimingen im Eifelkreis Bitburg-Prüm in Rheinland-Pfalz. Es trägt auch den Namen „Brandgräberfeld Wagenfelder“.

## Beschreibung
Es handelt sich um ein in drei Gruppen gegliedertes Brandgräberfeld auf einem langgestreckten Höhenzug beidseitig der heutigen B 50.
Das Brandgräberfeld lässt sich als römerzeitlich verorten.

## Archäologische Befunde

### Brandgräberfeld Wagenfelder
Bei ersten Erkundungen entdeckte man ca. 40 Tumuli. Im Jahre 1962 wurden einige der Hügelgräber durch das Kreismuseum Bitburg genauer untersucht. Man fand heraus, dass es sich um Brandgräber handelt, die mit wenigen Keramikbeigaben versehen wurden. Diese Funde belegen einen Zusammenhang mit der Hunsrück-Eifel-Kultur, die in diesem Areal bestand.

### Verschliffene Tumuli
Im Zuge der 1962 betriebenen Untersuchungen fand man etwa 400 m südlich von Wagenfelder vier weitere Grabhügel. Einer davon wurde ebenfalls genauer untersucht, was jedoch kein Ergebnis lieferte. Die Zeitstellung dieser kleinen Grabhügelgruppe ist nicht eindeutig geklärt. Man geht jedoch von einem Zusammenhang mit der HEK aus. Als gesichert gilt eine Verbindung mit dem Grabfeld Wagenfelder, vor allem aufgrund der räumlichen Nähe. Durch den Bau der B 50 sind diese vier Grabhügel heute nicht mehr erhalten bzw. liegen unterhalb der Fahrbahn.

## Erhaltungszustand und Denkmalschutz
Nach den Untersuchungen von 1962 stellte man die Erkundung des Grabfeldes ein. Heute verläuft die B 50 oberhalb der Gräber, sodass die Hügelgräber nicht mehr als solche zu erkennen sind.
Das Brandgräberfeld ist als eingetragenes Kulturdenkmal im Sinne des Denkmalschutzgesetzes des Landes Rheinland-Pfalz (DSchG) unter besonderen Schutz gestellt. Nachforschungen und gezieltes Sammeln von Funden sind genehmigungspflichtig, Zufallsfunde an die Denkmalbehörden zu melden.